# ليا أنتونوبليس
ليا أنتونوبليس (بالإنجليزية: Lea Antonoplis)‏ مواليد 19 مارس 1984 في ويست كوفينا، الولايات المتحدة، هي لاعبة كرة مضرب أمريكية سابقة وكانت تلعب باليد اليمنى، اعتزلت اللعب في 1991. كما أنها إحدى بطلات الجراند سلام. أعلى تصنيف لها في الفردي كان المركز الـ 66 في سنة 1985. أعلى تصنيف لها في الزوجي كان المركز الـ 55 في سنة 1987.

## بطولات حققتها
- بطولة ويمبلدون

## روابط خارجية
- ليا أنتونوبليس على موقع رابطة محترفات التنس (الإنجليزية)
- ليا أنتونوبليس على موقع الاتحاد الدولي لكرة المضرب (الإنجليزية)
- ليا أنتونوبليس على موقع خلاصة التنس.كوم (الإنجليزية)